# Dálnice 8
La Dálnice 8 (o D8) è un'autostrada ceca. Essa parte da Praga, fino ad arrivare al confine con la Germania, congiungendosi con la Bundesautobahn 17, autostrada tedesca. L'autostrada è lunga 94 km.
La costruzione dell'autostrada fu iniziata nel 1990, ma è stata terminata soltanto nel novembre del 2016 con l'apertura del tratto fra Bílinka e Řehlovice.

## Percorso
|                                                                    |                                               |    |                |  |  |
| Tipo                                                               | Indicazione                                   | km | Strada europea |  |  |
|                                                                    | Praha-Březiněves                              |    |                |  |  |
|                                                                    | Area di servizio "Zdiby"                      |    |                |  |  |
|                                                                    | Zdiby                                         | 1  |                |  |  |
|                                                                    | Area di servizio "Klíčany"                    |    |                |  |  |
|                                                                    | Úžice                                         | 9  |                |  |  |
|                                                                    | Nová Ves                                      | 18 |                |  |  |
|                                                                    | Roudnice nad Labem                            | 29 |                |  |  |
|                                                                    | Doksany                                       | 35 |                |  |  |
|                                                                    | Area di servizio "Siřejovice"                 |    |                |  |  |
|                                                                    | Lukavec                                       | 45 |                |  |  |
|                                                                    | Lovosice                                      | 48 |                |  |  |
|                                                                    | Bílinka                                       | 52 |                |  |  |
| Tratto km 52-64 in costruzione, collegamento temporaneo con la R63 |                                               |    |                |  |  |
|                                                                    | Řehlovice                                     | 64 |                |  |  |
|                                                                    | Stadice (solo carreggiata sud)                | 65 |                |  |  |
|                                                                    | Ústí nad Labem-Trmice                         | 69 |                |  |  |
|                                                                    | Ústí nad Labem-Předlice                       | 72 |                |  |  |
|                                                                    | Ústí nad Labem-Úžín                           | 74 |                |  |  |
|                                                                    | Area di servizio "Varvažov"                   |    |                |  |  |
|                                                                    | Knínice                                       | 80 |                |  |  |
|                                                                    | Petrovice                                     | 87 |                |  |  |
|                                                                    | Bundesautobahn 17 Confine di Stato - Germania |    |                |  |  |